# Пшенично брашно
Пшенично брашно се добија млевењем врста пшеница које су намењене људској исхрани. У зависности од особина пшенице и начина млевења, добијају се брашна различитог састава и технолошких особина. 

## Састав брашна
Садржај појединих елемената у пшеничним хлебним брашнима обично је у следећим границама:

- влажни глутен 30-35%
- беланчевине 9-15%
- скроб 64-74%
- растворни шећер 2-4%
- целулоза 0,1-2%
- пентозани 1-5%
- липиди 1,5-2,5%
- пепео 0,4-1,7%
- влага 13-14%

Поред тога, брашна садрже витамине Б1, Б2, Е, провитамин А, никотинску киселину, као и ензиме дијастазу, протеазу, липазу, оксидазу и др.

## Млевење
Процес млевења се одвија након влажења пшенице, проласком зрна кроз низ ваљака и завршава се просејавањем, чиме се одваја брашно од мекиња и клица. 
Повећавањем процента измељавања пшенице (повећавање удела омотача и клица), повећава се садржај беланчевина, липида, ензима, витамина, пепела и целулозе у брашну, а опада садржај скроба, и брашна су тамније боје. 

## Карактеристике брашна

### Карактеристике пекарског брашна
За квалитет брашна у пекарству важне су особине које дају добар квалитет производа, али и омогућавају економичну прераду тј. што мање трошкове уз што већи принос производа.
Пекарско брашно мора давати тесто које ће се одликовати:
- добром способношћу везивања воде,
- великом способношћу везивања гаса и одговарајућом моћи развијања гаса у току врења теста,
- добром стабилношћу теста при врењу и малим степеном омекшавања при мешењу и одлежавању.

### Карактеристике брашна за производњу тестенина
Брашно за тестенине треба да даје тестенину жућкасте боје, глатком површином, са отпорношћу на механичка напрезања, и способношћу очувања облика при кувању. Количина воде која се брашну додаје при пресовању теста ради обликовања у одређену врсту тестенине зависи од особина глутена и гранулације брашна. Теста са више глутена траже већу количину воде, али се стога тестенине дуже суше. Најповољније су крупице дурум пшеница.

### Карактеристике брашна за бисквите, кекс и колаче
За производњу бисквита погодна су брашна која дају теста са малим односом отпора на растезање према растегљивости. То су слабија брашна са растегљивим еластичним лепком, која се због мање воде и мање жилавости, при печењу неће деформисати. За побољшање квалитета неодговарајућег брашна са не-еластичним глутеном, додају се скроб, ензими, шећер, масноћа, а и интензивира се мешење и тесто дуже одлежава.

## Типови и врсте брашна
Ознака типа брашна указује на количину периферног дела зрна, односно што је тип брашна већи, то брашно садржи већу количину периферног дела зрна и тамније је. Постоје типови брашна 400, 500, 700, 850, 1100 и 1600. Брашно од целог зрна пшенице садржи све делове самлевеног зрна и назива се интегрално или грахам брашно.
На тржишту се налазе и наменска пшенична брашна, прилагођена специфичним захтевима одређених врста производа (кисела теста, пите и др.).
Према крупноћи честица разликују се оштро, меко (глатко) брашно и крупица.. Меко брашно је финије самлевено, те пецива која се од њега спремају имају глаткију текстуру а тесто се лакше обрађује. Оштро брашно је боље за припрему бисквитног теста, торти и посластица које захтевају додавање прашка за пециво. Такође је боље за згушњавање умака и варива.
За фина пецива и колаче погодно је брашно тип  400 које је беле боје и препоручује се за припремање пецива од ферментисаног теста, као што су крофне, мекике, панцероти и сл. Такође је погодно за израду колача, торти, пита и бисквитних теста. 
Брашно тип 500 је погодно за производе са мало грубљом структуром и мало тамнијом бојом ферментисаног  теста, као што су кифлице, штрудле, хлеб, домаћа тестенина.

## Складиштење брашна
Висока влажност и високе температуре могу довести до појаве буба или буђи у брашну, тако да је најбоље да се складишти у затвореној тегли,  на температури између 10 и 18°С.

## Глутен
Глутен је врста протеина који се природно налази у пшеници, али и у јечму, ражи, спелти и булгуру. С обзиром на све већу и чешћу конзумацију производа који га садрже, људи су временом изградили интолеранцију на овај протеин, која се најчешће огледа у симптомима попут надимања, гасова, главобоља, упалних процеса на кожи, као и задржавању течности у организму. Алергија на глутен или целијакија је, за разлику од интолеранције, агресивна реакција имунолошког система, када га овај систем препозна као штетан, са могућим интензивним симптомима до анафилактичког шока и захтевају медицинску помоћ.